# Вёска (Владимирская область)
Вёска — деревня в Юрьев-Польском районе Владимирской области России, входит в состав Симского сельского поселения.

## География
Деревня расположена в 9 км на юго-восток от центра поселения села Сима и в 15 на север от райцентра города Юрьев-Польский.

## История
В списке населённых мест Владимирской губернии 1859 года в деревне было 26 дворов и 2 завода.  
В конце XIX — начале XX века деревня входила в состав Городищенской волости Юрьевского уезда.
С 1929 года деревня входила в состав Иворовского сельсовета Юрьев-Польского района, с 1965 года — в составе Симского сельсовета.

## Население
| 1859 |
| ---- |
| 243  |

| 1859 | 1905 | 2002 | 2010 | 2021 |
| ---- | ---- | ---- | ---- | ---- |
| 243  | ↗278 | ↘248 | ↘188 | ↘150 |